# Conferenza di Jalta
La conferenza di Jalta fu un vertice tenutosi dal 4 all'11 febbraio 1945 presso il Palazzo di Livadija, 3 km a ovest di Jalta, in Crimea, durante la seconda guerra mondiale, nel quale i capi politici dei tre principali Paesi Alleati presero alcune decisioni importanti sul proseguimento del conflitto, sull'assetto futuro della Polonia, e sull'istituzione dell'Organizzazione delle Nazioni Unite. La conferenza era identificata nei documenti segreti con il nome in codice "Argonaut" (Argonauta).
I tre protagonisti furono Franklin Delano Roosevelt, Winston Churchill e Iosif Stalin, capi rispettivamente dei governi degli Stati Uniti d'America, del Regno Unito e dell'Unione Sovietica.
La conferenza ebbe luogo in un momento in cui la situazione politico-strategica era fortemente favorevole all'Unione Sovietica, con l'Armata Rossa giunta a 80 chilometri da Berlino, dopo i successi dell'operazione Vistola-Oder, mentre gli Alleati occidentali, appena superata la crisi della battaglia delle Ardenne, si trovavano con le armate ancora ferme sul confine occidentale della Germania a oltre 700 chilometri dalla capitale tedesca; in Italia il fronte era bloccato da mesi sulla linea Gotica.
Lo svolgimento della famosa conferenza e le decisioni politico-diplomatiche che furono raggiunte hanno dato luogo ad accese controversie in sede di analisi storiografica e di polemica politica internazionale. Per alcuni considerata l'origine della guerra fredda e della divisione dell'Europa in blocchi contrapposti a causa soprattutto dell'aggressivo espansionismo sovietico, la conferenza di Jalta, secondo altri analisti, politici e storici rappresentò invece l'ultimo momento di leale collaborazione tra le tre grandi potenze vincitrici della seconda guerra mondiale, i cui risultati sarebbero stati vanificati soprattutto a causa di una serie di decisioni prese da parte occidentale, e di situazioni verificatesi nei mesi seguenti del 1945.

## Storia
L'incontro si tenne in Crimea, nel Palazzo di Livadija, vecchia residenza estiva di Nicola II a Jalta, fra il 4 e l'11 febbraio 1945, pochi mesi prima della sconfitta della Germania nazista nel conflitto mondiale. Esso fu il secondo ed il più importante di una serie di tre incontri fra i massimi rappresentanti delle grandi potenze alleate, iniziati con la conferenza di Teheran (28 novembre – 1º dicembre 1943) e conclusisi con la conferenza di Potsdam (17 luglio-2 agosto 1945).

## Descrizione
Nel dettaglio, gli accordi ufficialmente raggiunti a Jalta inclusero:
- una dichiarazione in cui si affermava che l'Europa era libera, incoraggiando lo svolgimento di elezioni democratiche in tutti i territori liberati dal giogo nazista;
- la proposta di una conferenza (da tenere nell'aprile 1945 a San Francisco) in cui discutere l'istituzione di una nuova organizzazione mondiale, le Nazioni Unite (ONU); in particolare a Jalta si considerò l'istituzione del Consiglio di sicurezza;
- il disarmo e la smilitarizzazione della Germania, visti come «prerequisiti per la pace futura»; le quattro potenze vincitrici (Regno Unito, Unione Sovietica, Stati Uniti d'America e Francia) avrebbero controllato ciascuna una zona di occupazione. Lo smembramento della nazione tedesca doveva essere provvisorio, ma si risolse nella divisione della Germania in Est e Ovest che finì solo nel 1990;
- furono fissate delle riparazioni dovute dalla Germania agli Alleati, nella misura di 22 miliardi di dollari;
- in Polonia si sarebbe dovuto insediare un "governo democratico provvisorio", che avrebbe dovuto condurre il Paese a libere elezioni nel più breve tempo possibile;
- riguardo alla Jugoslavia, fu approvato l'accordo fra Tito e Šubašić (capo del governo monarchico in esilio), che prevedeva la fusione fra il governo comunista e quello in esilio;
- i sovietici avrebbero dichiarato guerra al Giappone entro tre mesi dalla sconfitta della Germania; in cambio avrebbero ricevuto la metà meridionale dell'isola di Sachalin, le isole Curili e avrebbero visti riconosciuti i loro "interessi" nei porti cinesi di Port Arthur e Dalian;
- tutti i prigionieri di guerra sovietici sarebbero stati rimandati in URSS, indipendentemente dalla loro volontà.

Inoltre in Romania e Bulgaria furono insediate delle Commissioni alleate per governare tali Paesi, appena sconfitti. Nella relazione finale venne inserito l'impegno a garantire che tutti i popoli potessero scegliere i propri governanti, impegno palesemente disatteso nei decenni successivi.

## La conferenza nella storiografia
Gran parte delle decisioni prese a Jalta ebbero profonde ripercussioni sulla storia mondiale fino alla caduta dell'Unione Sovietica nel 1991. Per quanto, nei mesi immediatamente successivi, sovietici e anglo-americani avessero proseguito con successo la loro lotta comune contro la Germania nazista e l'Impero giapponese, molti storici hanno considerato la conferenza di Jalta il preludio della guerra fredda.
Ancora oggi, nei manuali di storia la conferenza di Jalta viene descritta come l'evento epocale in cui i tre leader mondiali si spartirono l'Europa in sfere d'influenza, benché fosse già chiaro, sulla base dell'andamento militare del conflitto, che l'Unione Sovietica sarebbe stata potenza dominante nell'Europa orientale e Centrale. Tale stato di cose era stato deciso prima dalle vittorie sovietiche sui campi di battaglia del Fronte orientale nel 1942-1944, poi dall'incapacità o non volontà degli Alleati di aprire un reale secondo fronte fino allo sbarco in Normandia del giugno 1944. Altri studiosi invece ritengono che si debba far riferimento agli accordi raggiunti alla conferenza di Teheran nel novembre 1943, cui seguirono quelli presi a Mosca nell'ottobre del 1944, come vero inizio della divisione del mondo in blocchi contrapposti.
Per Sergio Romano furono tre le ragioni che hanno creato il "mito di Jalta":
1. Uno scritto del 1958 di Charles de Gaulle, che recita: La sovietizzazione dell'Europa orientale non era che la conseguenza fatale di quanto era stato convenuto a Jalta. Il generale francese Charles de Gaulle fu profondamente irritato per non essere stato invitato a Jalta (e ciò trapelò già nei giorni della conferenza stessa[7]).
2. Il Partito Repubblicano americano dell'epoca, per vocazione anti-rooseveltiano. In opposizione al presidente degli Stati Uniti, questo partito sostenne che Franklin Delano Roosevelt abbia presenziato al vertice già stanco e malato, e quindi si sia lasciato convincere da Stalin a cedergli metà dell'Europa occidentale (metà del continente europeo costituiva l'URSS europea).
3. La propensione dell'uomo a trovare sempre un unico fatto che spieghi tutto, un'unica causa degli eventi, quando invece «le vicende storiche sono il risultato di una molteplicità di fattori che sfuggono quasi sempre al loro controllo».[6]

Le valutazioni storiografiche sulla conferenza in Crimea sono state fin dall'epoca dei fatti ampiamente discordanti.

### Interpretazioni contrarie
Il giornalista e storico italiano Indro Montanelli ha pesantemente criticato le conclusioni della conferenza di Jalta, accusando Roosevelt di aver lasciato che l'URSS estendesse la sua influenza all'Europa orientale senza provare ad opporsi: 
 Proseguiva: 
 Montanelli concludeva con la seguente constatazione:
Questa tesi storiografica è tuttora condivisa e articolata da altri storici, come il giornalista britannico Paul Johnson, e intellettuali di area conservatrice anglosassone, ad esempio Ann Coulter.
Joachim Fest ha ugualmente criticato Roosevelt,

### Interpretazioni favorevoli
A queste interpretazioni fortemente critiche dell'andamento e delle conclusioni della conferenza si contrappongono le valutazioni di altre correnti storiografiche. Lo storico belga Jacques Pauwels evidenzia in primo lungo che alla vigilia della conferenza la situazione strategica in Europa appariva estremamente favorevole all'Unione Sovietica. Con l'Armata Rossa a 80 chilometri da Berlino e gli anglo-americani ancora fermi sul confine tedesco occidentale, sembrava probabile che i sovietici avrebbero occupato in breve tempo non solo Berlino e il territorio tedesco orientale, ma addirittura l'intera Germania. Lo stesso generale Douglas MacArthur aveva previsto che l'Unione Sovietica avrebbe dominato l'intera Europa al termine della guerra. Secondo questa interpretazione quindi, i capi anglo-americani si recarono a Jalta non per mettere in discussione l'influenza sovietica in Europa orientale, ma soprattutto per scongiurare l'eventualità di dover cedere anche tutta la Germania; avendo ottenuto da Stalin assicurazioni sulla divisione della Germania in zone di occupazione e sull'assegnazione della parte più ricca del territorio tedesco agli occidentali, essi si ritennero molto soddisfatti e favorevolmente colpiti dalla ragionevolezza del dittatore sovietico. Stalin infatti non solo confermò il suo consenso alla divisione della Germania in zone di occupazione ma approvò anche il piano di zone separate dentro Berlino. Secondo lo storico belga, il dittatore sovietico fece queste concessioni perché consapevole della debolezza di fondo del suo paese stremato dalla lunga guerra e assolutamente non in grado di affrontare con le armi le potenze anglosassoni che peraltro avrebbero dato una nuova dimostrazione della loro potenza pochi giorni dopo con il bombardamento di Dresda. Stalin quindi verosimilmente arrestò i suoi carri armati a 80 chilometri da Berlino per non irritare gli occidentali e favorire una compensazione che garantisse all'Unione Sovietica l'obiettivo realistico di una sua sfera di influenza e sicurezza in Europa centro-orientale, rinunciando alla parte più ricca della Germania.
Henry Kissinger, in L'arte della diplomazia, evidenzia come al momento dei fatti nei circoli politici e nell'opinione pubblica occidentale non ci fosse affatto preoccupazione per l'espansionismo sovietico; al contrario dopo la conferenza predominò un grande ottimismo, il presidente Roosevelt apparve pienamente soddisfatto ed espresse al Congresso la sua convinzione che fossero state poste le basi di un'era di "pace permanente" che avrebbe superato definitivamente i concetti diplomatici classici dell'equilibrio delle forze e delle sfere d'influenza. Paradossalmente la preoccupazione principale dei dirigenti statunitensi in questo periodo era che una malattia o un evento imprevisto accadesse a Stalin e privasse l'Unione Sovietica della sua guida. I dirigenti statunitensi erano sicuri di aver trovato in Stalin un "capo moderato", in grado di "comportarsi ragionevolmente" e che "non avrebbe creato complicazioni". Si temevano al contrario i cosiddetti "duri" del Cremlino che avrebbero potuto sostituire in futuro Stalin e dimostrarsi molto meno "ragionevoli".
Andrea Graziosi afferma che il comportamento di Roosevelt è forse criticabile per la sua passiva accettazione delle richieste sovietiche riguardo all'Europa orientale e alla Polonia in particolare, ma lo storico evidenzia come la realtà concreta sul terreno, con l'Armata Rossa che occupava militarmente quei territori, rendesse problematico porre intralci all'azione di Stalin. La situazione in Europa era stata determinata dall'andamento della guerra e dal ruolo decisivo dell'Armata Rossa che dal 1941 al 1945 aveva svolto il ruolo preponderante nella lotta contro la Germania nazista.
Mihail Geller e Aleksandr Nekrič ribadiscono che solo con la forza e un nuovo conflitto militare le potenze occidentali avrebbero potuto contendere i territori dell'Europa orientale che l'Armata Rossa aveva ormai saldamente occupato nel febbraio 1945. In questa situazione essi ritengono che Roosevelt realisticamente considerò preferibile consolidare la collaborazione con Stalin e l'Unione Sovietica per due scopi principali: garantire una pace permanente nel mondo del dopoguerra e ottenere l'aiuto sovietico nella guerra contro il Giappone. Il presidente statunitense sarebbe stato molto meno interessato alla sorte dei popoli orientali, per i quali egli peraltro, secondo lo storico statunitense John L. Harper, provava poca comprensione, essendo stati essi alleati della Germania nazista durante il conflitto. Roosevelt inoltre era anche poco propenso ad aiutare la Polonia, il cui comportamento egoistico prima del 1939 egli aveva criticato fortemente.
Giuseppe Boffa, nella sua Storia dell'Unione Sovietica, valuta in modo sostanzialmente positivo le conclusioni della conferenza di Jalta; egli afferma che le discussioni raggiunsero risultati concreti e consolidarono la "Grande Alleanza", permettendo di concludere vittoriosamente la guerra e distruggere definitivamente il Nazismo. Egli afferma inoltre che tutte e tre le grandi potenze, compresa l'Unione Sovietica, fecero importanti concessioni. In ultima analisi anche Boffa afferma che i risultati della conferenza rifletterono "i mutamenti reali e profondi che la guerra aveva provocato nei rapporti di forza mondiali".
Giorgio Vitali, nella sua biografia di Roosevelt, cerca di chiarire il comportamento del presidente a Jalta; l'autore sottolinea come il principale interesse di Roosevelt risiedesse nella definizione dei caratteri della nuova Organizzazione delle Nazioni Unite in cui egli vedeva il pilastro su cui fondare e mantenere l'assoluta supremazia globale statunitense. Su questo argomento egli di fatto ottenne il consenso di Stalin, che già in precedenza aveva approvato in linea di principio le decisioni di politica economica di Bretton Woods (conferenza di Bretton Woods del 1°-22 luglio 1944) che sancivano concretamente il predominio planetario degli Stati Uniti attraverso il sistema monetario. Il secondo punto decisivo per Roosevelt era il concorso dell'Unione Sovietica alla guerra con il Giappone; privo di certezza sull'efficacia della bomba atomica, il presidente doveva affidarsi al parere dei suoi esperti militari, come il generale Douglas MacArthur, che ritenevano essenziale per limitare le perdite e affrettare la vittoria nel Pacifico, l'intervento in Manciuria di un grande esercito sovietico. In conclusione, secondo Vitali, Roosevelt si sarebbe comportato a Jalta in modo freddamente realistico: egli avrebbe mirato ad un mondo "equamente spartito fra due sole potenze egemoni, Stati Uniti e Unione Sovietica", in cui l'organizzazione delle Nazioni Unite e la schiacciante superiorità economica avrebbe garantito una pax americana; a questo scopo diveniva inutile accentuare i contrasti con i sovietici sull'Europa, liberata dai suoi "piccoli, barbari, dittatori", o assecondare il conservatorismo britannico, la cui politica colonialista Roosevelt aveva sempre aspramente criticato.
Le scelte politiche e le azioni di Stalin nella conferenza sono state analizzate da molti autori; Gianni Rocca ritiene che il dittatore sovietico mirasse con assoluta priorità a garantire per un lungo periodo di tempo la sicurezza dell'Unione Sovietica, garantendosi un ampio territorio di influenza diretta sostenuto dai suoi eserciti; egli rinunciava in questo modo sia a intraprendere una lotta rivoluzionaria mondiale sia a rafforzare e perpetuare una solida alleanza con le potenze occidentali. Rocca afferma peraltro che Stalin non si sottrasse al clima amichevole tra i tre grandi e manifestò esplicitamente la speranza di un mantenimento della Grande Alleanza anche dopo la fine della guerra.
L'autorevole storica statunitense Diane Shever Clemens, autrice di uno degli studi più completi ed equilibrati dedicati alla conferenza, afferma, in contrasto con le interpretazioni degli storici conservatori, che in realtà il cosiddetto "spirito di Jalta", messo rapidamente da parte dai politici anglosassoni, avrebbe potuto assicurare un periodo di pace e collaborazione amichevole tra le grandi potenze vincitrici della seconda guerra mondiale. La Clemens afferma nelle sue conclusioni che il mondo della guerra fredda non fu una conseguenza di Jalta ma al contrario sorse in contrasto con le scelte politiche delineate nella conferenza in Crimea.
L'autrice assegna la responsabilità di aver messo da parte lo "spirito di Jalta", soprattutto ai dirigenti politici anglo-americani; mentre nella conferenza Roosevelt, Churchill e i loro collaboratori ricercarono e in gran parte trovarono soluzioni di compromesso che salvaguardavano il prestigio e gli interessi dell'Unione Sovietica, assegnandogli il giusto riconoscimento per l'enorme contributo alla vittoria; successivamente i politici statunitensi rimisero in discussione le principali intese raggiunte. La Clemens afferma che furono gli statunitensi che nei mesi dopo Jalta cercarono di modificare le clausole sulle zone di occupazione in Germania, cambiarono il loro punto di vista sugli accordi raggiunti sulla Polonia, intralciarono e bloccarono gli accordi sulle riparazioni. Furono queste azioni politiche che, secondo la Clemens, indussero Stalin a sua volta a reagire con misure unilaterali. La Clemens conclude che Roosevelt e Churchill furono in grado a Jalta di mettere da parte atteggiamenti moralistici antisovietici e complessi di superiorità e quindi riuscirono per un breve momento a sviluppare una proficua cooperazione; abbandonando gli accordi di Jalta, i dirigenti statunitensi, temendo che i sovietici cercassero di avvantaggiarsi "a spese degli Stati Uniti", "formularono una previsione che fecero di tutto per realizzare".

### Fonti
- Diane Shaver Clemens, Jalta, traduzione di Manuela Disegni, Collana Piccola Biblioteca n.254, Torino, Einaudi, 1975  [1970].
- Mihail Geller e Aleksandr Nekrič, Storia dell'URSS dal 1917 a oggi, Collana Storica, Milano, Rizzoli, 1984.
- Giuseppe Boffa, Storia dell'Unione Sovietica, Milano, Mondadori, 1979.
- Gianni Rocca, Stalin. quel "meraviglioso georgiano", Collana Le scie, Milano, Mondadori, 1988.
- Giorgio Vitali, Franklin Delano Roosevelt. Dal New Deal a Yalta, Milano, Mursia, 1991.
- Henry Kissinger, L'arte della diplomazia, traduzione di G. Arduin, Collana Saggi, Milano, Sperling & Kupfer, 1996, ISBN 978-88-200-2099-6.
- Richard Crockatt, Cinquant'anni di guerra fredda, traduzione di L. Cecchini, Collana Periscopio, Salerno Editore, 1997, ISBN 9788884022134.
- Jacques R. Pauwels, Il mito della guerra buona, traduzione di Silvio Calzavarini, Roma, Datanews, 2003, ISBN 9788879812276.
- Andrea Graziosi, L'Urss di Lenin e Stalin. Storia dell'Unione Sovietica, 1914-1945, Collana Storica Paperbacks, Bologna, Il Mulino, 2010, ISBN 9788815137869.
- John L. Harper, La guerra fredda. Storia di un mondo in bilico, traduzione di Maria Luisa Bassi, Collana Storica Paperbacks, Bologna, Il Mulino, 2017, ISBN 9788815273222.

### Approfondimenti
- (EN) Edward R. Stettinius jr., Roosevelt and the Russians: The Jalta Conference, Garden City, New York, Doubleday, 1949.
- Arthur Conte, Jalta o la spartizione del mondo, traduzione di Maria Sgarzi, Roma, Gherardo Casini Editore, 1968.
- (EN) André Fontaine, Storia della guerra fredda, traduzione di R. Dal Sasso, Milano, Il Saggiatore, 1968-1971.
- (EN) Nikolai Tolstoy, Victims of Jalta, London, Hodder & Stoughton, 1974. Riedito come (EN) Victims of Jalta. The Secret Betrayal of the Allies 1944-1947, Pegasus Books, 2013, ISBN 978-1-60598-454-4.
- Giorgio Gattei (a cura di), Da Jalta a Fulton. Le origini della guerra fredda nella corrispondenza dei tre Grandi, Collana Strumenti n.37, Firenze, La Nuova Italia, 1975.
- (EN) Russell D. Buhite, Decisions at Jalta: An Appraisal of Summit Diplomacy, Wilmington, Delaware, Scholarly Resources, 1986.
- Paul Kennedy, Ascesa e declino delle grandi potenze, Milano, Garzanti, 1989.
- Pierre Lellouche, Il Nuovo Mondo. Dall'ordine di Jalta al disordine delle nazioni, Collana Grandangolo, Bologna, Il Mulino, 1994, ISBN 978-88-15-04515-7.
- Jost Dülffer, Jalta, 4 febbraio 1945. Dalla guerra mondiale alla guerra fredda, traduzione di E. Morandi, Collana Biblioteca Storica, Bologna, Il Mulino, 1999, ISBN 978-88-15-07260-3.
- William I. Hitchcock, Il Continente diviso. Storia dell'Europa dal 1945 a oggi, traduzione di C. Corradi, Collana Saggi n.23, Roma, Carocci, 2003, ISBN 978-88-430-2717-0.
- Ann Coulter, Tradimento. Come la sinistra liberal sta distruggendo l'America, Milano, Rizzoli, 2004.
- John Lewis Gaddis, La guerra fredda. Cinquant'anni di paura e speranza, Collezione Le Scie, Milano, Mondadori, 2005, ISBN 978-88-04-58084-3.
- (EN) Eric Alterman, When Presidents Lie: A History of Official Deception and its Consequences, New York, Viking, 2004.
- (EN) David Reynolds, From World War to Cold War: Churchill, Roosevelt, and the International History of the 1940s, Oxford, Oxford University Press, 2006.
- (EN) David Reynolds, Summit. I sei incontri che hanno segnato il Ventesimo secolo [Summits. Six Meetings that Shaped the Twentieth Century], traduzione di Francesco Zago, Collana Storica, Milano, Corbaccio, 2009  [2007], ISBN 978-88-7972-958-1.
- Federico Romero, Storia della guerra fredda. L'ultimo conflitto per l'Europa, Torino, Einaudi, 2009, ISBN 978-88-06-18829-0.
- Keith Lowe, Il Continente selvaggio. L'Europa alla fine della Seconda Guerra Mondiale [Savage Continent. Europe in the Aftermath of World War II], traduzione di Michele Sampaolo, Collana I Robinson. Letture, Roma-Bari, Laterza, 2013  [2012], ISBN 978-88-581-0515-3.
- (EN) Fraser J. Harbutt, Jalta 1945: Europe and America at the Crossroads, Cambridge University Press, 2014, ISBN 0-521-67311-9.
- (EN) Jonathan Fenby, Alliance: The Inside Story of How Roosevelt, Stalin and Churchill Won One War and Began Another, 1ª ed., Simon & Schuster, 2007, ISBN 9780743259262.